# Vương quốc Đại Đỗ
Vương quốc Đại Đỗ (tiếng Trung: 大肚王國; bính âm: Dàdù Wángguó) hay vương quốc Middag là một vương quốc hay một liên minh siêu bộ lạc nằm ở trung tâm vùng đồng bằng phía tây Đài Loan. Chính quyền này được các bộ lạc nguyên trú tại Đài Loan lập ra, gồm người Papora, Babuza, Pazeh, và Hoanya; chính quyền quản lý 27 ngôi làng, chiếm nhiều phần của các huyện thị Đài Trung, Chương Hóa và Nam Đầu ngày nay. Sau khi sống sót qua thời cai trị của thực dân châu Âu và vương quốc Đông Ninh, các bộ lạc nguyên trú từng hình thành nên vương quốc Đại Đỗ cuối cùng đã bị nhà Thanh khuất phục vào thế kỷ 18.

## Lịch sử
Vương quốc này đã lần đầu tiên giao thiệp với phương Tây sau khi Công ty Đông Ấn Hà Lan lập ra chính quyền Formosa vào năm 1624. David Wright, một nhân viên người Scotland đã sống trên đảo trong thập niên 1640, đã liệt Middag là một trong 11 "huyện hay tỉnh" của vùng đồng bằng, được mô tả như sau:
"Lãnh địa thứ ba thuộc về quốc vương Middag, và nằm đối diện với đông bắc của Tayouan, phía nam của sông Patientia. Có 17 ngôi làng tuân theo lệnh của ông hoàng này, lớn nhất trong đó gọi là Middag, cũng là trị sở và tư gia chính của ông ta. Sada, Beodor, Deredonesel, và Goema, là bốn đô thị nổi tiếng khác của ông, cái tên cuối là một nơi đẹp đẽ, và nằm trên một đồng bằng cách năm dặm từ Patientia, trong khi những nơi khác được xây trên các ngọn đồi. Quốc vương Middag từng có quyền cai trị đối với 27 làng, song mười làng đã rời bỏ mối ràng buộc với ông. Ông không nắm giữ một nhà nước to lớn, và chỉ có một hoặc hai tùy trùng hộ tống lúc ông ra ngoài. Ông sẽ không dung thứ chho bất cứ Ki-tô hữu nào sống trong lãnh địa của mình, và chỉ cho phép họ đi qua nó."
Sau khi người Hà Lan chinh phục thuộc địa của Tây Ban Nha ở Bắc Đài Loan vào năm 1642, họ đã tìm cách kiểm soát vùng đồng bằng phía tây giữa thuộc địa mới và căn cứ của họ ở Tayouan (nay là Đài Nam). Sau một chiến dịch ngắn nhưng tàn khốc, Pieter Boon đã có thể chinh phục các bộ lạc tại khu vực này vào năm 1645. Kamachat Aslamie, người cai trị Middag, đã được trao một cây gậy biểu thị quyền cai trị địa phương của ông dưới quyền bá chủ của người Hà Lan. Từ năm 1646 đến 1650, Công ty Đông Ấn Hà Lan chia các vùng đất của ông thành sáu phần và cho các nông dân người Hán thuê.
Trong thời gian này, Kamachat Aslamie chết và kế vị ông là cháu trai Kamachat Maloe, song người kế vị này không bao giờ được gọi với tước hiệu "Quata Ong" (tiếng Hán là 番仔王, Phiên Tử vương).
Năm 1662, Trịnh Thành Công và những người đi theo đã bao vây tiền đồn của người Hà Lan, và cuối cùng đã lập ra vương quốc Đông Ninh. Theo các điều khoản đầu hàng, Trịnh Thành Công kế thừa mọi hợp đồng cho thuê của người Hà Lan. Do chiến tranh liên miên, còn thương mại hàng hải thì bị liên minh nhà Thanh-Hà Lan thù địch từ chối, vương quốc Đông Ninh phải tập trung khai thác các vùng đất này để nuôi sống đội quân lớn của họ. Điều này đã dẫn đến một số cuộc đàn áp dã man các cuộc nổi dậy của người nguyên trú và khiến vương quốc Đại Đỗ dần suy yếu.

### Ảnh hưởng của nhà Thanh
Sau khi nhà Thanh giành được chiến thắng trước vương quốc Đông Ninh, việc chuyên chở giữa Đài Loan và đại lục được khôi phục, lại có làn sóng người Hán nhập cư đến đảo, bất chấp triều đình đã có chiếu chỉ ngăn cấm. Do đó, vương quốc Đại Đỗ cũng như các bộ lạc khác phải đối mặt với áp lực thậm chí còn lớn hơn khi số người Hán nhập cư tăng theo cấp số nhân tìm kiếm các vùng đất trồng trọt "hoang" trên đảo.
Do thiếu các tư liệu lịch sử và bằng chứng khảo cổ học, dòng thừa kế và sự phát triển của vương quốc không thể xác định chắc chắn. Theo các tư liệu của Hoàng Thúc Kính (黃叔璥), một viên quan nhà Thanh được phái đến Đài Loan vào đầu thế kỷ 18, thì một lãnh đạo siêu bộ lạc vẫn còn tồn tại ở khu vực Đại Đỗ lúc đó. Tuy nhiên, trong thời gian trị vì của Hoàng đế Ung Chính, dân cư trong các lãnh thổ truyền thống của Đại Đỗ đã nổi dậy phản đối lao dịch nặng nề do chính quyền nhà Thanh áp đặt, và bị quân Thanh cùng các bộ lạc hợp tác với nhà Thanh đàn áp tàn nhẫn vào năm 1732, tức một năm sau khi nổi dậy. Sau khi kết thúc xung đột này, một lãnh đạo siêu bộ lạc dường như đã không còn tồn tại trong các vùng đồng bằng trung tâm phía tây của hòn đảo. Sau đó, các hậu duệ của vương quốc Đại Đỗ hoặc là đã dung hợp vào người Hán chiếm đa số thông qua hôn nhân hoặc di cư đến vùng Phố Lý ngày nay, một trấn bồn địa được các ngọn núi bao quanh ở miền trung Đài Loan.